# 地下鉄・バス一日券
地下鉄・バス一日券（ちかてつバスいちにちけん）は、京都市交通局、京都バス、京阪バス、西日本ジェイアールバスが共同で販売する一日乗車券。
京都修学旅行1dayチケット、バス1日券のほか、関連する乗車券各種についても本項で記述する。

## 地下鉄・バス1日券
京都市営地下鉄および京都市バスの均一区間外を含む全路線、京都バスの均一運賃区間と大原から南、京阪バスの山科・醍醐・伏見エリアと京都市内中心部（山科営業所と洛南営業所管内一般路線）、西日本ジェイアールバスの京都市内均一運賃区間が乗り放題の磁気カードである。
市内の多くの観光施設ではこの乗車券を見せることで利用料が割引になる。前身の「京都観光一日乗車券」の特徴を引き継ぎ、「地下鉄1日券」や廃止された「バス1日券」では適用されていない社寺や飲食店の優待も充実している。
このカードは、1回目の利用で有効日の日付が印字されるので、2回目以降のバス利用時は日付をバス運転手に提示するのみで利用できる。なお、1回目の乗車が京阪バスか西日本ジェイアールバスだった場合は、印字機能がないため、表面の日付欄に油性ペンで記入する必要がある。その後市バスか京都バスを使用した際に改めて裏面に印字を行う。
京都市内中心部から大原まで単純往復するだけでも、普通に運賃を払うよりも安くなる。(2024年12月現在、片道普通運賃630円)
地下鉄駅、バス案内所、バス営業所、市バス車内、主な観光案内所、コンビニエンスストア、ホテルのフロントで発売している。バス1日券が発売終了した2023年9月30日まではバス車内では販売していなかった。なお、京都バスなどでは車内販売されていないので注意が必要である。
2021年9月30日まで、地下鉄・バス二日券と名付けられた有効期間が連続2日間のカードが販売されていた。なお、二日券は初回利用時に乗車券に利用期限である翌日の日付が印字された。翌10月1日から1日券は1,100円への値上げが実施された。

## 乗降フリーエリア
- 京都市交通局 京都市営地下鉄・京都市バス全線（現在は廃止されたが、発売当時設定のあった定期観光路線を除く。一部の例外を除き均一区間内のみの市バスにしか乗車できなかった「バス一日券」とは異なり、均一区間外を含む全線で有効なため、「バス一日券」では乗越運賃として差額を支払う必要があったJR桂川駅・洛西・南横大路方面および南横大路先回りの京阪淀駅方面にも乗車可能）
- 京都バス 京都市均一制区間路線および、均一制区間外路線のうち、大原まで使用可能。大原より先の古知谷地区や市原より先の鞍馬・貴船地区などでは使用できない。また均一料金区間内であっても比叡山線や嵐山高雄パークウェイを通る線は全区間使用できない。
- 西日本ジェイアールバス 京都市均一制区間の栂ノ尾まで使用可能。栂ノ尾より先の京北地区では使用できない。
- 京阪バス 京都市内の路線のうち、山科・醍醐・伏見地区を中心とした京都市内であれば京都市均一制区間外でも一部を除き使用可能。ただし均一料金区間内であっても比叡山線や比叡平線では全区間使用できない。

## 京都修学旅行1dayチケット
修学旅行や校外学習・遠足などで京都を訪れる中学生・高校生・大学生や専門学校・各種学校の生徒および引率者を対象にしたチケットである。利用可能エリアが地下鉄・バス一日券と同じチケットと、京阪電車拡大版として京阪電車の淀駅以東（京都市・宇治市・大津市）が加わったチケットがある。
一般販売はされず、学校の教職員または旅行代理店の社員のみが購入できる。中高生であっても通学や部活動の試合、個人旅行など個人で乗車券を手配して乗車する目的には発売されていない。使用の際は学生証（生徒手帳）の携行が必要となる。京都修学旅行パスポートと同様の特典が付く。

## バス1日券（廃止）
バス専用の一日乗車券である。料金は700円。発売当初は京都市バスの均一区間内のみ有効であった。なお、先述の地下鉄・バス一日券とは異なり、均一区間外のみを乗車することはできず、均一区間内より均一区間外に跨る場合は乗越運賃として差額を支払う必要がある。
2000年に規制緩和と景気対策で700円から500円に値下げされた が、値下げ以降、京都市バスに乗客が集中しているとの議論がなされ、その混雑緩和及び利便性の向上の観点から、2014年3月22日より京都バスでも共通利用可能にした上で同社でも発売を開始し、「市バス・京都バス一日乗車券カード」に改称した。
その後2018年3月17日より、市バス均一区間・京都バス一日乗車券カードは600円に値上げして「バス一日券」に改称するとともに、地下鉄と均一区間外を含むバスに乗車可能な券は1200円を900円に値下げし、さらに京阪バスの山科営業所管内路線の大半と・洛南営業所管内路線のほぼ全線にも乗車可能範囲を拡大して「地下鉄・バス一日券」と改名することになった。
2021年3月よりこれまでの市バスと京都バスのほか、西日本ジェイアールバスの均一区間内でも共通乗車が可能となった（名称は「バス一日券」のまま変更なし）。その後同年10月1日より、700円に値上げ（同時に均一区間外の市バスにも乗車可能な地下鉄・バス一日券も1,100円に値上げし、地下鉄・バス二日券は廃止された）したため、21年ぶりに元の発売価格に戻った。しかし2023年9月30日を最後に発売を終了し、2024年3月31日を最後に利用も終了することとなった。代替に2023年10月1日より市バス車内で地下鉄・バス一日券の発売を開始する。

## 京都観光一日乗車券（廃止）
京都市交通局と京都バス、京阪バスによる京都観光一日（二日）乗車券は地下鉄・バス一日券の前身にあたる。

### 概要
京都市交通局と京都バスが運営する京都市内のバス・京都市交通局の地下鉄線に乗車できた。乗車券は磁気カード式で通年発売であった。京都観光二日乗車券は2日間連続で使用可能だった。
京阪電気鉄道（京阪、御陵駅を除く）、近畿日本鉄道（近鉄、竹田駅を除く）、阪急電鉄、京福電気鉄道（嵐電）、叡山電鉄、JR西日本、京都市交通局と京都バス以外のバス路線には乗車できなかったが、このうち京阪、近鉄、阪急のいずれかや、大阪市交通局・阪神電気鉄道（阪神電鉄）などの大阪・神戸方面の社局に乗れる私鉄拡大版はそれぞれ京阪みやこ漫遊チケット、京めぐり、いい古都チケットの名前で、京都観光一日乗車券廃止後も継続して発売されている。詳細は各項目を参照。

### 発売額
- 京都観光一日乗車券 - 大人1,200円、小人600円 → 地下鉄・バス一日券 - 大人900円、小人450円（2018年3月17日より）[2]
- 京都観光二日乗車券 - 大人2,000円、小人1,000円 → 地下鉄・バス二日券 - 大人1700円、小人850円（2018年3月17日より）[2]
- 京都観光一日乗車券【山科・醍醐拡大版】 - 1,300円（大人のみ） → 地下鉄・バス一日券に統合
- 京都修学旅行1dayチケット - 大人700円（一般発売はされていない）